# Психометрія
Психометрі́я — розділ психології, що вивчає застосування математичних методів, тестів у психологічних дослідженнях.
Психометрія — науковий напрямок теоретичних і практичних досліджень вимірювання та оцінювання якісних характеристик людини методом тестування.
Тестове завдання — завдання певного типу, що стосується важливого і конкретного знання.
Тест — це сукупність тестових завдань, які дібрані за певними правилами для вимірювання тієї чи іншої властивості.
Для виявлення певних характеристик досліджуваної особи (об'єкта) використовують спеціальну програму, яка включає контрольні питання, запитальники й оцінні бали. Розробкою критеріїв оцінки особистих якостей кандидата, що найбільш підходить для виконання певного роду діяльності, займається галузь науки, яка називається психометрією .
Термін метапсихологія в перекладі з грецької мови означає: «meta» — після, або за, «psiche» і «logos» — це вчення про душу, а дослівно мав би перекладатися як «за психологією». В метапсихології повинні бути викладені засади, на яких будується дане психологічне знання, а на цій основі мають розв'язуватися часткові психологічні проблеми. Метапсихологія пов'язана з філософською онтологією людини.

## Вимоги до тестування
Валідність і надійність.
Валідність (або обґрунтованість) будь-якої процедури вимірювання полягає в однозначності (стійкості) одержуваних результатів щодо вимірюваних властивостей об'єктів, тобто, щодо предмета вимірювання. Відмінність поняття валідності від надійності вимірювання зручно розкривати за допомогою розрізнення «об'єкта» і «предмета» виміру.
Надійність — це стійкість процедури відносно об'єктів.